# Federación de Escultismo en España
La Federación de Escultismo en España (« Fédération de scoutisme en Espagne ») est une fédération regroupant des associations de scoutisme espagnole. Elle est membre de l'OMMS.
Elle est composée de :
- la Federación de Asociaciones de Scouts de España (ASDE)
- le Movimiento Scout Católico

Et en tant que membre observateur :
- la Federació Catalana d'Escoltisme i Guiatge (FCEG)